# Klaus-Dieter Seehaus
Klaus-Dieter Seehaus (ur. 6 października 1942 w Hagen, zm. 10 lutego 1996 w Rostocku) – niemiecki piłkarz występujący na pozycji pomocnika. Reprezentant NRD.

## Kariera klubowa
Seehaus jako junior grał w zespole SG Dynamo 1950 Schönberg. W 1959 roku został zawodnikiem juniorów Empora Rostock. W 1961 roku został włączony do jego pierwszej drużyny. W pierwszej lidze NRD zadebiutował 16 września 1961 w wygranym 3:0 meczu z SC Einheit Dresden. 12 kwietnia 1964 w przegranym 2:3 pojedynku z SC Motor Jena strzelił pierwszego gola w lidze. Wraz z Emporem Seehaus trzy razy wywalczył wicemistrzostwo NRD (1962, 1963, 1964). Osiągnięcie to powtórzył jeszcze w 1968 roku, gdy Empor nosił już nazwę Hansa. Seehaus grał do końca sezonu 1973/1974, po czym zakończył karierę.

## Kariera reprezentacyjna
W reprezentacji NRD Seehaus zadebiutował 17 grudnia 1963 w wygranym 5:1 towarzyskim meczu z Birmą. W 1964 roku był członkiem reprezentacji, która zdobyła brązowy medal na letnich igrzyskach olimpijskich. W latach 1963–1969 w drużynie narodowej rozegrał 10 spotkań.